# 聯合艾諾
聯合艾諾（英語：United Arrows）是一間日本販售服裝、小物等商品的零售商。目前（截至2023年）在日本有311間分店。

## 概要

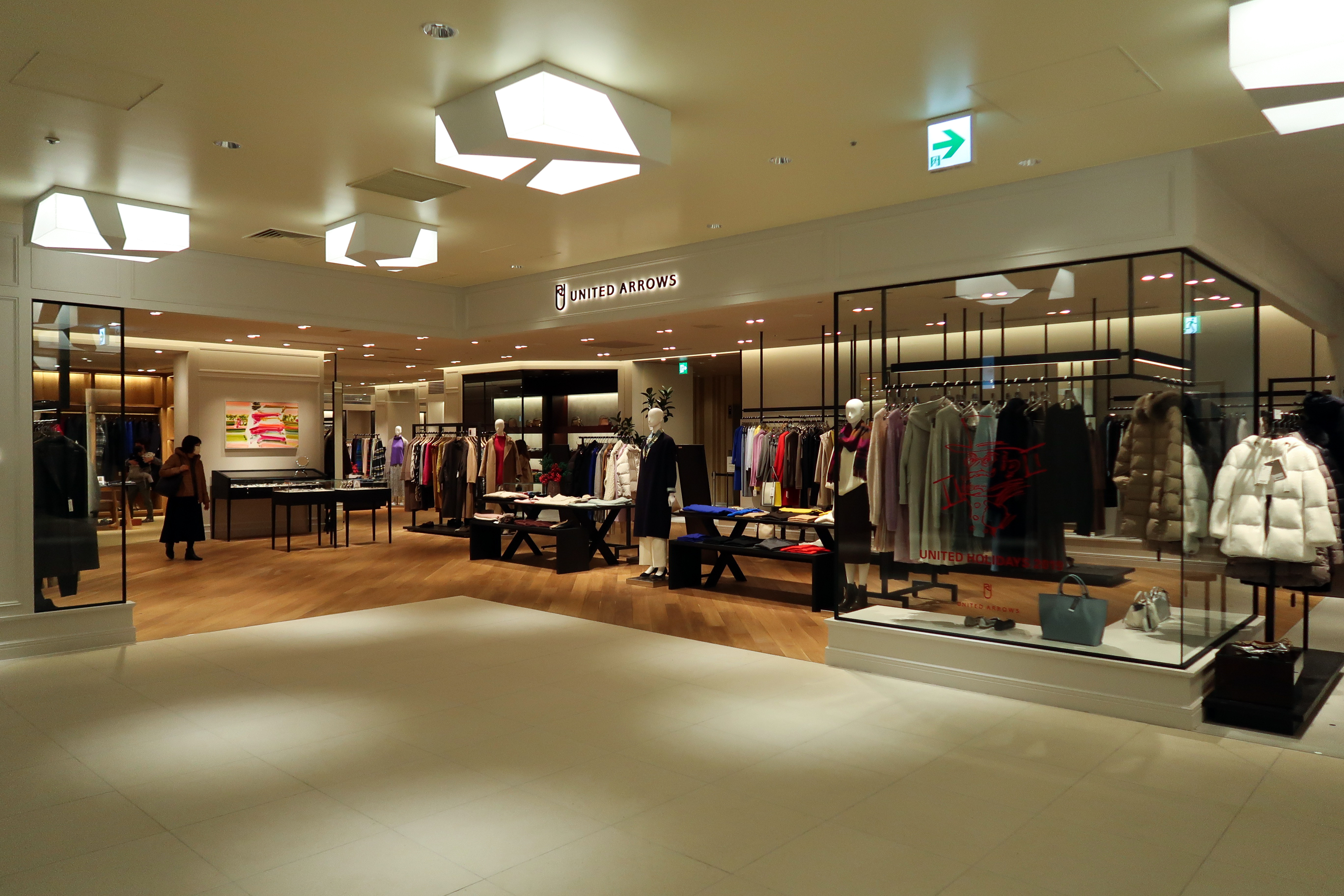
United Arrows 在東京澀谷Scramble Square分店

1989年10月2日，在受到日本大型服裝企業世界服裝（ワールド）的支援下，前任Beams代表執行董事重松理成立了「United Arrows」（現在已從世界服裝獨立）。公司名稱直譯為「集合起來的箭」，是取自毛利元就的「三支箭」（三本の矢）典故。以對流行敏感度高的顧客為目標，在全日本的直營店中販賣自家設計師設計、製作的服裝和配件小物，也販售海外進口的商品。與BEAMS（ビームス）、SHIPS（シップス）被稱為SELECT SHOP的御三家。在日本SELECT SHOP類零售型態中佔據最大市場份額。
United Arrows是目前日本以經營「複合店」（SELECT SHOP）為主的企業中唯一股票上市的公司。（東証一部）
2007年，United Arrows負責設計日本職業足球聯賽隊伍橫濱FC的制服。
2013年，United Arrows 台灣首店於2013年10月31日正式開幕。

## 旗下品牌
< UNITED ARROWS >
關鍵詞為「豐富和高品質感」，成年人為主軸的生活方式提案。
< BEAUTY&YOUTH UNITED ARROWS >
強調品質、清潔感和優雅，打造由內而外展現的「美」。不受年齡限制，鼓勵自由思考和好奇心，以此獲得「年輕活力」。目標是通過提供精心篩選打動人心的商品，展現時代/未來真正的「美」和「年輕活力」，並讓您的生活更加豐富。
< UNITED ARROWS green label relaxing >
BeHappy ～心情愉悅的時尚生活～ 提供適合各種生活方式、具有適度時尚感的商店。
< District UNITED ARROWS >
創意與工匠精神。
< Odette e Odile >
法式優雅混合每個季節的現代感，為優雅女性設計的鞋櫃。
< DRAWER >
追求最新創意，打造深受女性喜愛的迷人抽屜。
< UNITED ARROWS & SONS >
由POGGY小木基史策畫，提供從街頭文化中誕生的產品，兼顧超越時代地品質。
< monkey time BEAUTY&YOUTH UNITED ARROWS >
針對希望表現個性和創造力的男性，提供注重時尚設計、品味、材質和尺寸的商品。
< STEVEN ALAN >
由紐約發起的品牌，提供簡約、舒適且適合成年人的時尚風格和商品。
< ASTRAET >
以獨到的價值觀選擇物品，不僅僅被流行所左右，而是走自己的路。通過追求質量、提供洗練的服裝，提倡豐富多彩的生活。
< 6（ROKU）>
為優雅成熟的女性提供休閒風格的時尚建議。
< H BEAUTY＆YOUTH >
以「City Man and Woman」為概念，以東京成熟男女的時尚為主題，提供高端運動/休閒風格的商品。
< AEWEN MATOPH >
提供獨特風格、色彩豐富的服飾。
< LOEFF >
提供即使年紀漸長也想珍惜的日常穿著。
< BLAMINK >
於2016年秋季開始的東京品牌。
< CITEN >
～未來必備品～
< California General Store >
健康/可持續發展/自由/文化

## 關聯品牌
< coen >
提供輕鬆時尚的風格，看似普通但又有獨特的個性。服裝以多樣化的風格著稱，適合各種場合的穿著。
< Chrome Hearts >
提供各種產品，包括皮革製品、服裝、銀製品和珠寶。該品牌以高品質的工藝和獨特的設計而著稱，他們的產品經常被名人和時尚愛好者穿著。Chrome Hearts在音樂界也有很強的追隨者，許多音樂家將他們的產品融入自己的時尚和風格中。

## 選貨與原創商品
與BEAMS和SHIPS等其他主要的複合店一樣，UNITED ARROWS的產品分為兩類：購買的商品（選貨產品）和公司自主開發的自有品牌商品（原創商品）。選貨店的選貨產品多半從多個供應商採購，購買的商品比例通常也比較高，但UNITED ARROWS採用自有商品和購買的商品混合的策略。通過購買流行的商品與較高利潤的自有開發商品相結合，乃目前公司至今穩定經營的策略。
此外，UNITED ARROWS提供多樣化的品牌（BRAND），購買的商品和自有開發商品的比例因旗下各品牌營運方針而異。
整體來看，

UNITED ARROWS全社：購買的商品約占50%，自有開發商品約占50%

UNITED ARROWS：購買的商品約占55%，自有開發商品約占45%

Chrome Hearts：購買的商品約占100%，自有開發商品約占0%

Jewel Changes：購買的商品約占45%，自有開發商品約占55%

Odette et Odile：購買的商品約占15%，自有開發商品約占85%
※OEM包含在購買商品的計算中（來自UNITED ARROWS網站的說明）。

## 資料來源
1. ↑  株式会社ユナイテッドアロース コーポレート・ガバナンスに関する報告書[永久]（2010年6月28日提出）

## 外部連結
- United Arrows 官方網頁 （页面存档备份，存于）